# Jan Angelos Dukas Komnen
Jan Angelos Dukas Komnen (zm. 1244) – cesarz Tesaloniki w latach 1237 – 1242, despotes Tesaloniki w latach 1242 – 1244. Syn Teodora Angelosa Dukasa Komnena.

## Życiorys
Car bułgarski Iwan Asen II po zmianie sojuszy i zaatakowaniu wojsk cesarza nicejskiego potrzebował silniejszego i pewniejszego niż Manuel władcy w Tesalonice. Wypuszczony z niewoli bułgarskiej w 1237 Teodor Dukas Komnen odsunął w krótkim czasie od władzy swego młodszego brata i przekazał koronę cesarską swemu najstarszemu synowi Janowi. Jan interesował się życiem klasztornym i duchowością, pozbawiony jakichkolwiek ambicji i większych talentów politycznych, rządy w państwie oddał oślepionemu Teodorowi. W 1242 roku po śmierci Iwana Asena II, pozbawioną możnego protektora Tesalonikę obległ cesarz Jan III Dukas Watatzes. Ze względu na inwazję Mongołów na swoje azjatyckie posiadłości cesarz nicejski zadowolił się jedynie rezygnacją Jana Angelosa z tytułu cesarskiego. Władca Tesaloniki przyjął z rąk cesarz tytuł despotesa i uznał jego zwierzchnictwo.